# 이지혜 (1983년)
이지혜 (1983년 7월 20일 ~ )는 대한민국의 스타크래프트 프로게이머이다. 2004년부터 2005년 사이 활동하였다. 

## 경력

### 여성부 대회
- 2005년 제4차 game TV 스타리그 여성부 7위
- 2005년 레이디스 MSL 예선 4조 4강 (vs 고유리 1:2 패)

## 기타
- 같은 길드원인 염선희에게 제4차 game TV 스타리그 여성부 개최 소식을 듣고 출전을 결심하였다고 한다.[1] 아이러니하게도 해당 대회에서 염선희의 유일한 전적은 이지혜와의 1전 뿐이며(이지혜 승), 염선희는 나머지 경기를 전부 기권하였다.
- 2005년 기사에 따르면 당시 동강대학교 법률경찰과를 졸업하였다고 한다.[1]
- 태권도, 합기도, 우슈 등 각종 격투기에 능하다고 한다.[1]